# Anarquismo en Italia
El anarquismo en Italia se constituyó como movimiento a partir de la Alianza de Revolucionarios Socialistas, una sociedad secreta fundada por Mijaíl Bakunin. Giuseppe Fanelli, y Errico Malatesta fueron las primeras figuras del movimiento. De allí se expandió para incluir a los ilegalistas, una rama del anarquismo individualista, el anarcocomunismo y el anarcosindicalismo. Este movimiento participó del biennio rosso y sobrevivió al fascismo. La Federación Anarquista Italiana surgió después de la Segunda Guerra Mundial; también hay facciones plataformistas y del anarquismo insurreccionalista, que continúan hasta el presente.

## Orígenes
Cuando la sección italiana de la Asociación Internacional de los Trabajadores se formó en 1864, los nuevos y más famosos anarquistas aparecieron en la escena, individualidades notables como Carlo Cafiero y Errico Malatesta. Dentro de la sección italiana de la AIT se formaron las ideas anarcocomunistas, que darían lugar a un movimiento fuerte y cohesionado. En la conferencia de 1876 en Florencia, la sección italiana de la AIT en su declaración de principios se adhirió al anarquismo comunista, proclamando:

La Federación italiana considera la propiedad colectiva de los productos del trabajo como el necesario complemento al programa colectivista, la ayuda para la satisfacción de todas las necesidades de cada ser humano, solo con la regla que corresponde al principio de la solidaridad en  la producción y el consumo. El consejo federal de Florencia ha demostrado elocuentemente la opinión de la Internacional italiana en este punto...

Fue también en Italia donde se iniciaron los primeros intentos revolucionarios anarquistas. Bakunin estuvo invlucrado en la insurrección que tuvo lugar en Florencia en 1869, y e un fallido intento de insurrección en 1874 en Bolonia. En 1877, Errico Malatesta, Carlo Cafiero y Costa llevaron adelante una intentona revolucionaria en Italia. Liberaron dos villas en Campania antes de ser detenidos por las autoridades militares.
El anarquismo italiano se materializó primeramente en la sección italiana de la Primera Internacional. La popularidad de la AIT se disparó con la Comuna de París. Debido al conocimiento limitado de cómo se desarrollaron los acontecimientos realmente, muchos militantes tenían una visión utópica de la naturaleza de la Comuna, lo que llevó a las ideas anarquistas y otras tendencias socialistas a una gran popularidad. El republicano radical Giuseppe Mazzini condenó la Comuna porque representaba todo lo que odiaba: lucha de clases, violencia de masas, ateísmo y materialismo. La condena de Mazzini a las ideas revolucionarias incrementó el abandono de muchos republicanos de las filas de la AIT.
Cuando la división entre los partidarios de Marx y de Bakunin se hizo más evidente, la sección italiana de la AIT primero tomó partido por Bakunin contra el comportamiento autoritario del Consejo General manejado por Marx. La defensa de la Comuna de París por Bakunin contra los ataques de Mazzini, y la incapacidad de Marx y Engels para enfrentarlos, hizo que los bakuninistas se convirtieran la principal fuerza ideológica de la AIT italiana. En 1872, Bakunin y Cafiero ayudaron a organizar las secciones de la AIT para conformar una federación nacional. Todos los delegados en el congreso fundacional, con excepción de Carlo Terzaghi (un espía de la policía) y dos socialistas garibaldinos, eran anarquistas.

## Errico Malatesta

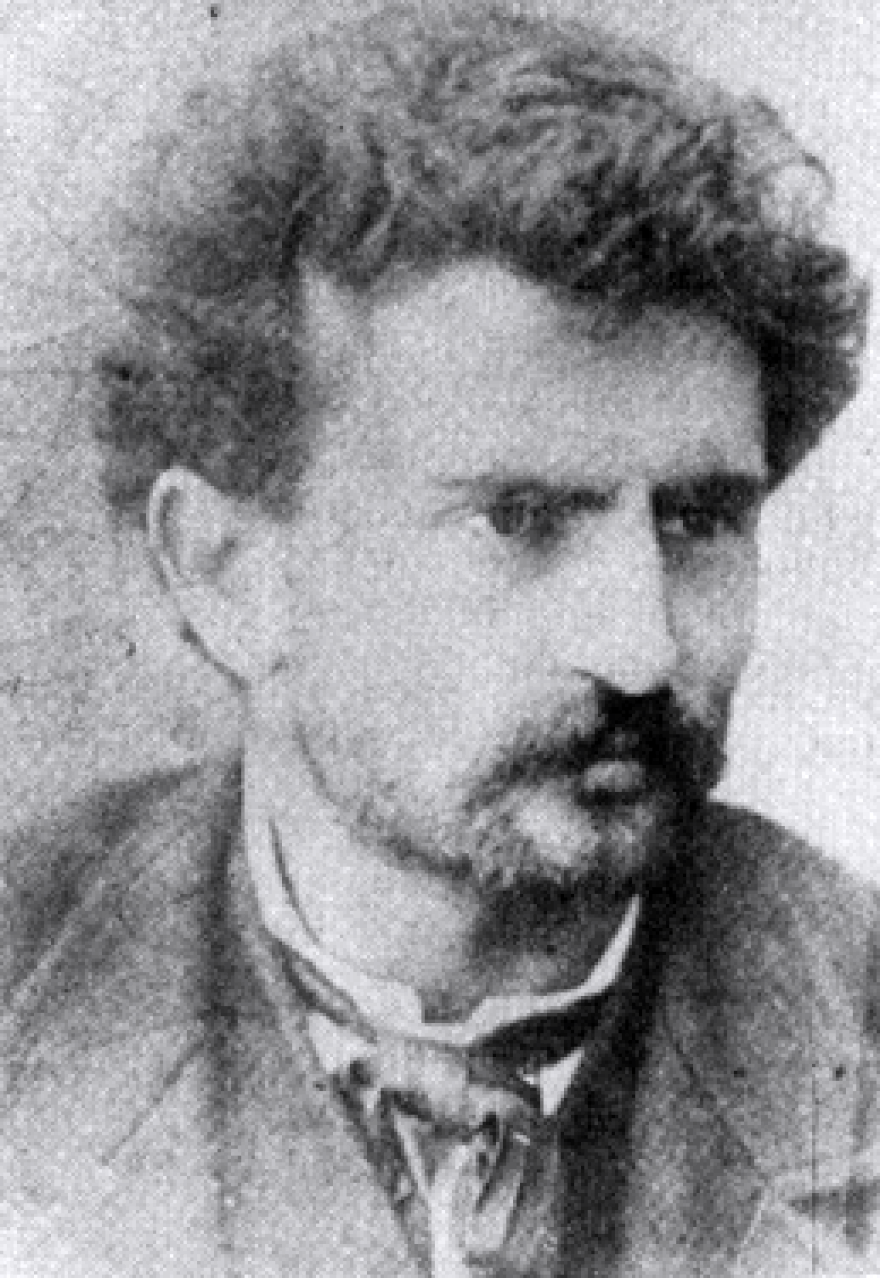
Errico Malatesta

Errico Malatesta fue un importante anarquista italiano. Escribió y publicó varios periódicos radicales y fue también compañero de Mijaíl Bakunin. En parte debido a su entusiasmo por la Comuna de París y en parte por su amistad con Carmelo Palladino, se incorporó a la sección napolitana de la AIT ese mismo año, mientras estudiaba como mecánico y electricista. En 1872 conoció a Mijaíl Bakunin, con quien participó en el congreso de la Internacional de Saint Imier. Por los cuatro años siguientes, Malatesta ayudó a difundir la propaganda internacionalista en Italia; fue encerrado dos veces en prisión por estas actividades.
En abril de 1877, Malatesta, Carlo Cafiero, el ruso Stepniak y cerca de otros 30 compañeros, iniciaron una insurrección en la provincia de Benevento, tomando las villas de Letino y Gallo Matese sin violencia. Los revolucionarios quemaron los registros de impuestos y declararon el fin del gobierno del rey, siendo seguidos con entusiasmo: incluso un cura de pueblo les prestó su apoyo. 
En Florencia fundó el semanario anarquista La Questione Sociale en el cual se publicó por primera vez su popular panfleto Fra Contadini (Entre Campesinos). Vivió en Buenos Aires a partir de 1885, y desde allí continuó la publicación de La Questione Sociale. Participó en la fundación del primer sindicato de Panaderos en Argentina, y dejó una fuerte impronta anarquista en el movimiento obrero argentino que influiría poderosamente en los años siguientes.
Retornó a Europa en 1889, y publicó el periódico L'Associazione en Niza hasta que fue forzado a exiliarse en Londres. Durante esta época escribió algunos panfletos importantes, entre los que se incluye L'Anarchia. Malatesta participó del Congreso Anarquista Internacional de Ámsterdam de 1907, donde debatió particularmente con Pierre Monatte sobre la relación entre el anarquismo y el sindicalismo.
Después de la Primera Guerra Mundial, Malatesta retornó a Italia por última vez. Dos años más tarde, en 1921, el gobierno italiano lo encarceló nuevamente, pero los liberaron dos meses antes de la llegada del fascismo al poder. Desde 1924 hasta 1926, cuando Benito Mussolini prohibió a toda la prensa independiente, Malatesta publicó el periódico Pensiero e Volontà, aunque el periódico fue apremiado y sufrió la censura del gobierno. Sus últimos años de vida los pasó en una relativa calma, viviendo de su trabajo como electricista.Luego de sufrir durante años de una dolencia respiratoria en los bronquios, desarrolló una neumonía bronquial que lo llevó rápidamente a la muerte, el viernes 22 de julio de 1932.

## La Unione Sindacale Italiana
La Unione Sindacale Italiana es una central sindical fundada en 1912, luego de que un grupo de obreros afiliados a la Confederación General del Trabajo (CGdL), se reunieran en Modena y se declarasen continuadores del legado de la Primera Internacional, uniéndose después a la Asociación Internacional de los Trabajadores.
Las más izquierdistas Cámaras del Trabajo adhirieron de inmediato una tras otra a la USI, e impulsaron todas las más importantes batallas políticas por los derechos laborales – sin haber adoptado nunca la estructura militarizada y las actitudes autoritarias presentes en otros sindicatos. No obstante, luego del estallido de la Primera Guerra Mundial, la USI se vio sacudida por la disputa que se dio acerca de la intervención italiana en el conflicto del lado de la Triple Entente. El problema se agudizó por la presencia celbridades a favor de la intervención en la guerra, las voces del sindicalismo nacionalista dentro de la organización: Alceste De Ambris, Filippo Corridoni, e inicialmente, Giuseppe Di Vittorio. La Unión se las arregló para mantener su oposición al militarismo bajo el liderazgo de Armando Borghi y Alberto Meschi.

### La toma de fábricas y el Bienio Rosso
En agosto de 1920 hubo huelgas de ocupación de fábricas en Italia, como respuesta a las rebajas de los salarios y a los cierres patronales. Esta huelgas comenzaron en las fábricas de maquinaria y pronto se extendieron a los ferrocarriles, transportes por carretera, y otras industrias, y los campesinos tomaron la tierra. Los huelguistas, sin embargo, hicieron algo más que ocupar los puestos de trabajo, pusieron parte de ellos a régimen de autogestión. Muy pronto 500.000 huelguistas estaban trabajando, produciendo para ellos mismos. Errico Malatesta, que tomó parte en estos sucesos, escribió:

"los trabajadores pensaron que el momento estaba maduro para la toma de posesión de una vez para siempre de los medios de producción. Se armaron para su propia defensa ... y comenzaron a organizar la producción por su propia cuenta ... El derecho de propiedad fue de hecho abolido .. era un nuevo régimen, una nueva forma de vida social que hacía su entrada. Y el gobierno se echó a un lado al sentirse impotente para ofrecer oposición."
Errico MalatestaTomado de Vernon Richards, Malatesta, Vida e Ideas, Tusquets p.134.

Durante esta época la Unione Sindacale Italiana (USI) creció hasta llegar a casi un millón de miembros y la influencia de la Unione Anarchica Italiana (UAI) con sus 20.000 miembros creció en proporción. Según nos cuenta el reportero marxista galés Gwyn A. Williams: 

"los anarquistas y los sindicalistas revolucionarios constituían el grupo más revolucionario de la izquierda ... El rasgo más saliente en la historia del anarquismo y sindicalismo en 1919-1920 fue el rápido crecimiento ... Los sindicalistas sobre todo captaron la opinión de la clase obrera militante que el movimiento socialista inútilmente trataba de captar.
Gwyn A. WilliamsProletarian Order, pp. 194-195.

Daniel Guerin da un buen resumen de la extensión del movimiento: 

"la dirección de las fábricas [...] se llevaba a cabo por medio de comités de trabajadores técnicos y administrativos. La autogestión llegó lejos [...] La autogestión emitió su propio dinero [...] Se requería estricta auto-disciplina ... [y] una estrecha solidaridad se estableció entre las fábricas [...] [donde] las menas y el carbón se ponían en un fondo común y se repartían equitativamente"
Daniel GuerinEl Anarquismo, p.109.

Sobre las fábricas ocupadas de Turín ondeaban decenas de banderas negras y rojas, debido a la naturaleza anarcosindicalista del movimiento local. Los trabajadores ferroviarios se negaron a transportar tropas, los obreros se fueron a la huelga en contra de las consignas de las uniones reformistas y los campesinos ocuparon la tierra, actividades lideradas por los anarcosindicalistas.
No obstante, después de cuatro semanas de ocupación los trabajadores decidieron abandonar las fábricas, debido a la actuación del partido socialista y de los sindicatos reformistas. Se opusieron al movimiento y negociaron con el gobierno por una vuelta a la normalidad a cambio de la promesa de aumentar legalmente el control obrero en las fábricas; pero esta promesa no se mantuvo.

### El régimen fascista y la posguerra
Cuando la guerra terminó, la USI alcanzó su mayor número de afiliados (durante este tiempo en que se asoció a la AIT se la conocía como USI-AIT). Se convirtió en el mayor oponente de Benito Mussolini y el Fascismo en Italia, enfrentándose en las luchas callejeras con los camisas negras – finalizando en agosto de 1922 con las revueltas de Parma, cuando la USI-AIT se enfrentó a Italo Balbo y sus Arditi.
USI-AIT fue ilegalizada por Mussolini en 1926, pero reanudó sus actividades en la clandestinidad y en el exilio. Sus militantes combatieron a Francisco Franco en la guerra civil española, junto a la Confederación Nacional del Trabajo y a la Federación Anarquista Ibérica, tomando parte en la Revolución Española. Después de la Segunda Guerra Mundial y la proclamación de la República, exmiembros de la Unión siguiendo las sugerencias de la Federazione Anarchica Italiana llamaron a la creación de un movimiento unitario, y se unieron a la Confederazione Generale Italiana del Lavoro (CGIL).

## El anarquismo individualista y el ilegalismo en Italia

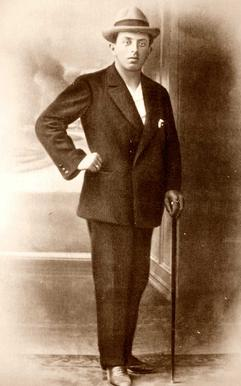
Renzo Novatore

En Italia el anarquismo individualista tuvo una fuerte tendencia hacia el ilegalismo y la violenta propaganda por el hecho, de forma parecida al anarquismo individualista francés. En este sentido, podemos tener en consideración los notorios magnicidios realizados o intentados por anarquistas individualistas como Giovanni Passannante, Sante Caserio, Michele Angiolillo, Luigi Luccheni, Gaetano Bresci que asesinó al rey Umberto I. Caserio vivió en Francia y fue contemporáneo del ilegalismo francés; finalmente asesinó al presidente de Francia Sadi Carnot. Las bases teóricas del anarquismo insurreccionalista pueden rastrearse hasta los finales del siglo XIX en Italia, en una combinación de individualismo anarquista, la crítica al organizacionismo de las agrupaciones revolucionarias y las organizaciones con una cosmovisión centrada en la lucha de clases. Durante el surgimiento del fascismo esta idea también motivó a Gino Lucetti, Anteo Zamboni, Michele Schirru y Angelo Sbardellotto a cometer distintos intentos de asesinato del líder totalitario Benito Mussolini. 
Renzo Novatore fue un importante anarquista individualista que colaboró en numerosos periódicos anarquistas y participó del futurismo y las corrientes de avant-garde. Novatore colaboró en el periódico anarquista individualista Iconoclasta! junto al joven stirnerista ilegalista Bruno Filippi Novatore pertenecía a la sección izquierdista y radical del movimiento cultural de avant-garde denominado como Futurismo junto con otros anarcoindividualistas futuristas como Dante Carnesecchi, Leda Rafanelli, Auro d'Arcola, y Giovanni Governato. También estaba Pietro Bruzzi, que publicaba el periódico L’Individualista durante la década de 1920, pero que se pasó a las fuerzas fascistas posteriormente.

## Los años de posguerra
Finalizada la guerra existieron algunos intentos de hacer resurgir el anarcosindicalismo, pero resultaron fallidos. La Federación Anarquista Italiana fue fundada en 1945 en Carrara. Adoptó un "Pacto Asociativo" y el "Programa Anarquista" de Errico Malatesta. Comenzó a publicar el periódico semanal Umanità Nova retomando el nombre del periódico fundado por Errico Malatesta. 
El anarquismo recuperó energías en la década de 1960. En el IX Congreso de la Federación Anarquista Italiana en Carrara (1965), un grupo decidió escindirse de la organización y creó los Gruppi di Iniziativa Anarchica que en su mayoría estaban compuestos por anarquistas individualistas que estaban en desacuerdo con importantes aspectos del "Pacto Asociativo" y eran críticos al anarcosindicalismo. Los GIA publicaron el periódico quincenal L'Internazionale. Otro grupo se escindió de la Federación y se reagrupó como Gruppi Anarchici Federati. Los GAF posteriormente publicaron A Rivista Anarchica. 
A principios de la década de 1970 la tendencia plataformista surgió dentro de la Federación Anarquista Italiana, reclamando una mayor coherencia estratégica y la inserción social en el movimiento obrero mientras rechazaban el sintetismo del "Pacto Asociativo" de Malatesta al que adhería la FAI. Estos grupos comenzaron organizándose por fuera de la FAI en organizaciones como la O.R.A. de Liguria que organizó un congreso al que sistieron unos 250 delegados de grupos de 60 localidades. Este movimiento fue influyente dentro de la tendencia denominada Autonomismo, movimiento que tuvo su auge en los setenta. Publicaron el periódico Fronte Libertario della lotta di classe en Bolonia y Comunismo libertario de Módena.
Otro grupo intentó fortalecer el anarcosindicalismo y publicó Per l'Azione Diretta de Florencia y Bolletino d'Informazione Anarcosindicalista. La Federazione dei Comunisti Anarchici (FdCA), surgió en Italia en 1985 de la fusión de la Organizzazione Rivoluzionaria Anarchica y la Unione dei Comunisti Anarchici della Toscana. En 1986 en un congreso entre la ORA/UCAT adoptaron la denominación de FdCA.

## Cronología
- 1865 Fundación de la Alianza de Revolucionarios Socialistas.
- 1869 Fundación de la sección italiana de la AIT.
- 1876 Utilización por primera vez en la historia de la bandera roja y negra en la sección italiana de la AIT.
- 1900 El anarquista Gaetano Bresci asesina al rey Umberto I de Italia.
- 1912 Fundación de la Unione Sindacale Italiana, anarcosindicalista, asociada a la AIT en 1922
- 1918 Comienzo de las ocupaciones de fábrica. Biennio rosso.
- 1920 Publicación del periódico Umanità Nova
- 1936–1939 Centuria Sébastien Faure, contingente italiano de la Columna Durruti durante la guerra civil española
- 1945 Fundación de la Federación Anarquista Italiana en Carrara.
- 1965 Escisión de los GIA y los GAF durante el X congreso de la FAI en Carrara.
- 1986 Fundación de la Federazione dei Comunisti Anarchici